# Alchemilla ericoides
Alchemilla ericoides é uma espécie de rosácea do gênero Alchemilla, pertencente à família Rosaceae.